# Шоссе 79 (Израиль)
Шоссе 79 (ивр. כביש 79‎ , англ. Highway 79) — израильское шоссе, ведущее с востока на запад в северной части Израиля. Длина шоссе 27 км. Шоссе начинается в Кирьят-Бялике, проходит через долину Звулон и западную Нижнюю Галилею, и заканчивается в деревне Машхад..

## Перекрёсткииразвязки
| Километр | Название                                | Тип | Расположение   | Пересечение дорог |
| -------- | --------------------------------------- | --- | -------------- | ----------------- |
| 0        | ивр. צומת אפק‎ (Перекрёсток Афек)        |     | Кирьят-Бялик   | Шоссе 4           |
| 4        | ивр. מחלף גילעם‎ (Развязка Гилам)        |     | Кирьят-Ата     | Шоссе 781         |
| 7        | ивр. מחלף סומך‎ (Развязка Сомех)         |     | Гиват-Таль     | Шоссе 70          |
| 18       | ивр. צומת יפתחאל‎ (Перекрёсток Ифтахель) |     | Алон ха-Галиль | Шоссе 784         |
| 18.5     | ивр. מחלף המוביל‎ (Развязка ха-Мовиль)   |     | Ха-Солелим     | Шоссе 77          |
| 23       | ивр. צומת אביהוא‎ (Перекрёсток Авиху)    |     | Назарет        | Шоссе 700         |
| 27       | ивр. צומת משהד‎ (Перекрёсток Машхад)     |     | Машхад         | Шоссе 754         |